# Camillina cauca
Camillina cauca är en spindelart som beskrevs av Norman I. Platnick och Mohammad U. Shadab 1982. Camillina cauca ingår i släktet Camillina och familjen plattbuksspindlar.
Artens utbredningsområde är Colombia. Inga underarter finns listade.